# Kódování Manchester
Kódování Manchester je způsob zakódování dat, který se využívá pro přenos dat počítačovou sítí na fyzické vrstvě ISO/OSI modelu, např. v Ethernetu či Token Ringu.
V případě synchronního přenosu dat mezi odesílatelem a příjemcem je nutný synchronizační signál. Manchesterský kód spojuje původní datový signál se synchronizačním signálem a tedy umožňuje synchronní komunikaci.

## Popis
Pro vyjádření hodnoty bitu se do poloviny bitového intervalu původního signálu vloží hrana – změna signálu. Pokud signál v této hraně přechází z vysoké úrovně na nízkou úroveň, pak vyjadřuje hrana hodnotu bitu 1. Pokud signál přechází z nízké úrovně na vysokou úroveň, hodnota bitu bude 0.
Protože se hrana vždy nachází uprostřed každého bitového intervalu, může snadno sloužit k synchronizaci.